# 1224
1224 (MCCXXIV) var ett skottår som började en måndag i den julianska kalendern.

## Händelser

### Januari
- 29 januari – Olov Basatömer blir svensk ärkebiskop.

### Juli
- 31 juli – Sveriges kung Erik den läspe och halte kröns.

### September
- 14 september – Franciskus av Assisis stigmatisering.[1]

### Okänt datum
- Universitetet i Neapel grundas.
- Gdansk grundas (omkring detta år).
- Änkekejsarinnan Yang medverkar i en komplott som placerar Song Lizong på Kinas tron i stället för den verklige tronarvingen, och utses i gengäld till den nye kejsarens medregent: hon regerar fram till sin död 1232.

## Födda
- Kinga av Polen, storhertiginna av Polen.

## Avlidna
- Ningsong, kejsare av Kina.

### Fotnoter
1. ↑  Robinson, Paschal (09/01/1909). ”St. Francis of Assisi”. The Catholic Encyclopedia. "VI". New York: Robert Appleton Company. http://www.newadvent.org/cathen/06221a.htm. Läst 21 januari 2008.